# Signo del surco profundo

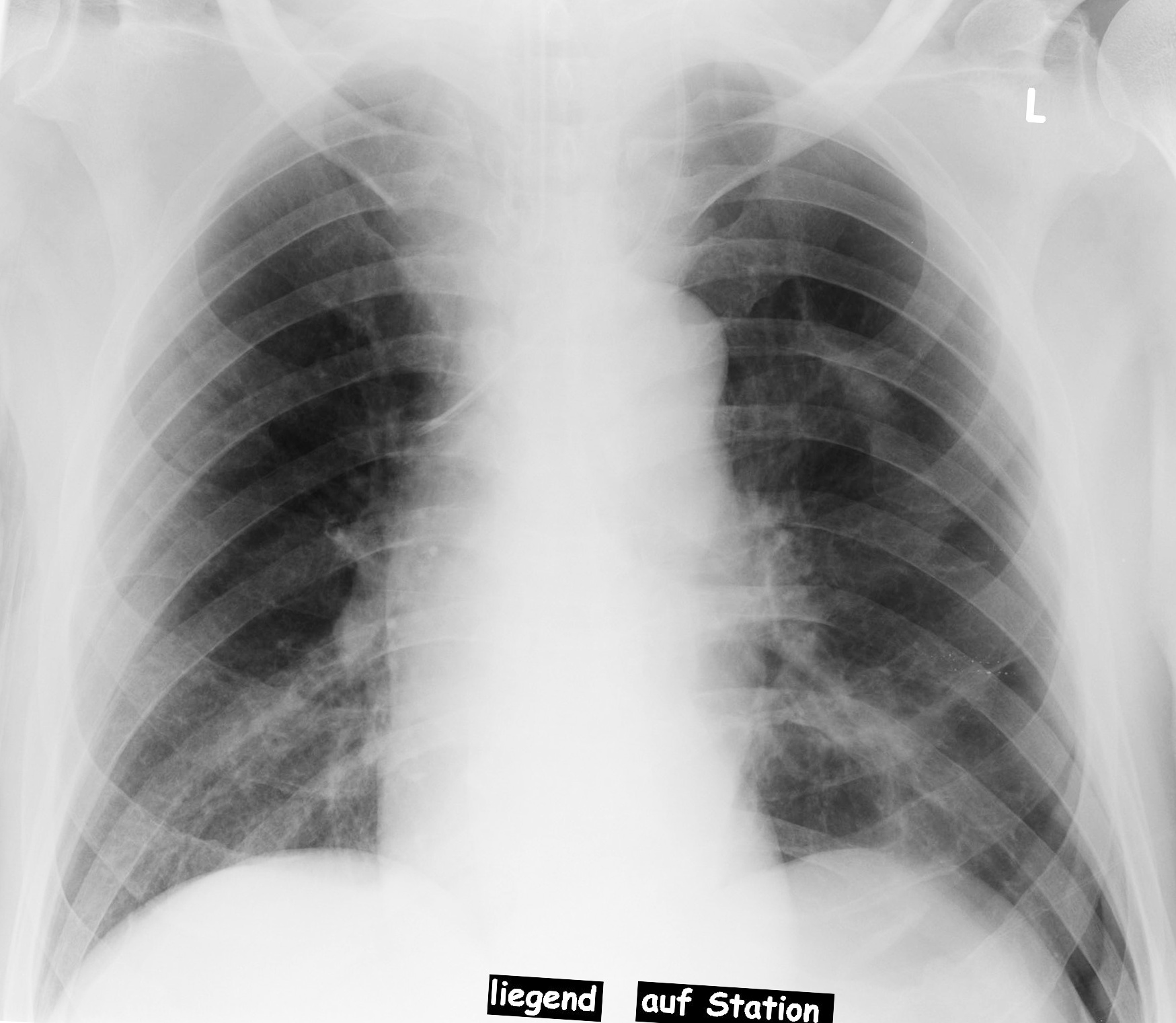
Neumotórax a la izquierda

En radiología, el Signo del surco profundo en una radiografía de tórax supina es un indicador indirecto de neumotórax.
En una radiografía supina, este signo se ve como un luminoso y profundo ángulo costofrénico ipsilateral, dentro de las porciones no dependientes del espacio pleural en oposición al ápice (del pulmón) cuando el paciente está en posición vertical. El ángulo costofrénico es anormalmente profundo cuando el aire pleural se acumula lateralmente, produciendo el signo del surco profundo.
Los pacientes con enfermedad pulmonar obstructiva crónica (EPOC) pueden mostrar ángulos costofrénicos profundos laterales debido a una hiperaireación
de los pulmones y provocar un falso positivo para este signo.